# Папазян Ваган Акопович
Ваган Акопович Папазян (вірм. Վահան  Փափազյան, (1957), вірменський державний діяч, дипломат.

## Біографія
Народився 29 січня 1957 року в місті Єреван, Вірменія. У 1979 закінчив Єреванський державний університет, факультет сходознавства, іранське відділення. Кандидат історичних наук.
З 1980 по 1991 — співробітник Інституту історії Академії наук Вірменії.
З 1991 по 1993 — радник Президента Вірменії, згодом тимчасовий повірений у справах Вірменії у Франції.
З 1993 по 1996 — міністр закордонних справ Вірменії.